# Hyde Park Corner
Hyde Park Corner est une place importante de la ville de Londres. Elle est située dans la Cité de Westminster. La place se trouve au sud-est de Hyde Park et de son entrée principale, dont elle tire son nom. C'est un important carrefour routier, où convergent les avenues de Park Lane, Knightsbridge, Piccadilly, Grosvenor Place et Constitution Hill. Il y a aussi un tunnel routier sous la place, reliant Knightsbridge et Piccadilly Circus

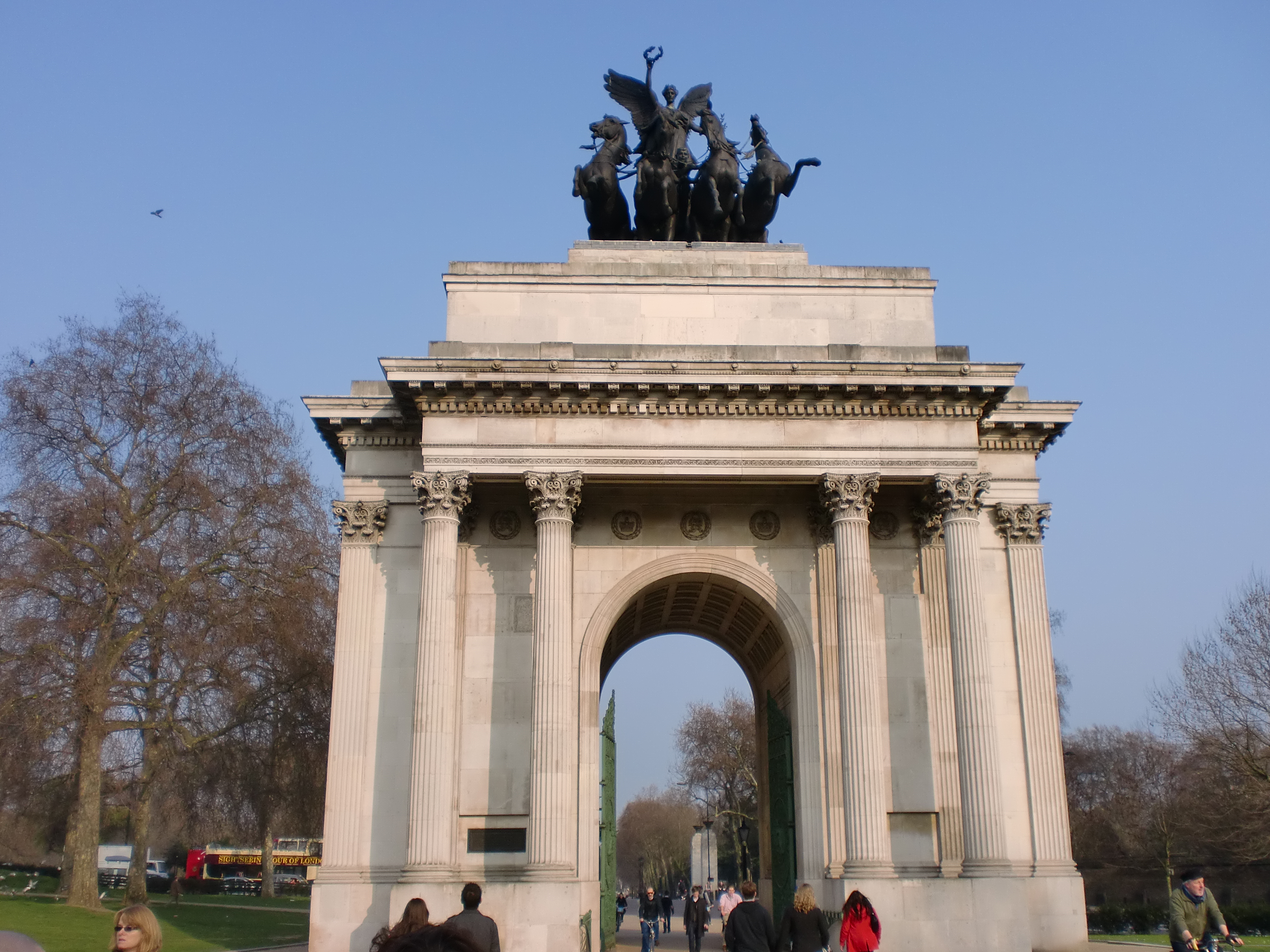
L'arc de Wellington fut commandé par le roi George IV en 1825 pour commémorer les victoires britanniques durant les guerres napoléoniennes.

Au centre du carrefour se trouve un grand espace vert, au milieu duquel se dresse l'arc de Wellington dédié au vainqueur de la bataille de Waterloo, Arthur Wellesley duc de Wellington, ainsi que, à proximité, une statue équestre du duc, œuvre de Joseph Boehm.
On peut également y voir d'autres mémoriaux militaires : le New Zealand War Memorial (en), le Australian War Memorial (en) (en mémoire des soldats néo-zélandais et australiens ayant combattu pendant les deux guerres mondiales) et le Royal Artillery Memorial (en) dédié au Royal Artillery ayant combattu durant la Grande guerre.
Hyde Park Corner a été utilisé comme code pour annoncer la mort du roi George VI, père de la reine Élisabeth II, le 6 février 1952.